# Houyoku
 (décembre 2023).
Si vous disposez d'ouvrages ou d'articles de référence ou si vous connaissez des sites web de qualité traitant du thème abordé ici, merci de compléter l'article en donnant les références utiles à sa vérifiabilité et en les liant à la section « Notes et références ».
Albums de Mucc
Kuchiki no Tou
(2004) 6
(2006)
Singles
1. Kokoro no Nai Machi
Sortie : 30 mars 2005
2. Ame no Orchestra
Sortie : 8 juin 2005
3. Saishū Ressha
Sortie : 15 février 2006

Houyoku (鵬翼) est le cinquième album du groupe de rock japonais Mucc. Il est sorti le 23 novembre 2005. L'édition limitée est accompagnée d'un DVD retraçant leur tournée européenne 2005 MUCC in Euro.

## Liste des titres
| 1.  | Kagayaku Sekai (輝く世界)                             | Tatsurou    | Miya           | 5:26 |
| 2.  | Saru (サル)                                           | Miya        | Miya           | 3:31 |
| 3.  | Akasen (赤線)                                         | Miya        | Miya           | 3:10 |
| 4.  | Saishū Ressha (最終列車)                              | Tatsurou    | Miya           | 4:27 |
| 5.  | 1R                                                    | Tatsurou    | Satochi        | 4:46 |
| 6.  | Mukashi Kodomo Datta Hitotachi e (昔子供だった人達へ) | Tatsurou    | Satochi        | 5:00 |
| 7.  | Tonbi (鳶)                                            | Miya        | Tatsurou, Miya | 3:34 |
| 8.  | Ame no Orchestra (雨のオーケストラ, Ame no ōkesutora) | Tatsurou    | Yukke          | 5:47 |
| 9.  | Komorebi (こもれび)                                   | Miya, Yukke | Yukke, Miya    | 4:42 |
| 10. | Kumo (蜘蛛)                                           | Miya        | Miya           | 2:46 |
| 11. | Monster (モンスター, Monsutā)                         | Tatsurou    | Yukke, Miya    | 5:15 |
| 12. | Yasashii Kioku (優しい記憶)                           | Tatsurou    | Miya           | 5:03 |
| 13. | Kokoro no Nai Machi (心のない町)                      | Tatsurou    | Miya           | 4:54 |
| 14. | Tsubasa (つばさ)                                      | Tatsurou    | Miya           | 5:30 |

| 15. | Shadan (遮断)                                    | Miya     | Miya | 3:50 |
| 16. | Saishū Ressha -70's Ver- (最終列車～70'S ver.～) | Tatsurou | Miya | 4:05 |